# Tokyo Gas Football Club 1997
Questa voce raccoglie le informazioni riguardanti il Tokyo Gas Football Club nelle competizioni ufficiali della stagione 1997.

## Stagione
Grazie all'arrivo di nuovi innesti come Satoru Asari (che vincerà il premio di miglior esordiente della stagione), il Tokyo Gas concluderà il campionato al secondo posto, senza tuttavia avanzare di grado perché non in possesso dei requisiti necessari per ottenere lo status di squadra professionistica. Alla fine della stagione il Tokyo Gas arrivò sino alle semifinali di Coppa dell'Imperatore: dopo aver sconfitto nei turni precedenti squadre professionistiche come il Nagoya Grampus e gli Yokohama Marinos, la squadra si vedrà sbarrato l'accesso alla finale a causa di una sconfitta contro i futuri vincitori del Kashima Antlers.

## Rosa
| N. |                     | Ruolo | Calciatore         |
| -- | ------------------- | ----- | ------------------ |
| -  | Giappone (bandiera) | P     | Hiromitsu Horiike  |
| -  | Giappone (bandiera) | P     | Takayuki Suzuki    |
| -  | Giappone (bandiera) | P     | Asano Hirofumi     |
| -  | Giappone (bandiera) | P     | Mitsuro Ozawa      |
| -  | Giappone (bandiera) | D     | Hiroshi Yoshioka   |
| -  | Giappone (bandiera) | D     | Tsuyoshi Motoyoshi |
| -  | Giappone (bandiera) | D     | Yutaka Ishii       |
| -  | Giappone (bandiera) | D     | Takeshi Aoi        |
| -  | Giappone (bandiera) | D     | Ryūji Fujiyama     |
| -  | Giappone (bandiera) | C     | Tomohiro Harada    |
| -  | Giappone (bandiera) | C     | Kiyonobu Okajima   |
| -  | Giappone (bandiera) | C     | Junichi Okamoto    |
| -  | Giappone (bandiera) | C     | Kensuke Kagami     |

| N. |                     | Ruolo | Calciatore          |
| -- | ------------------- | ----- | ------------------- |
| -  | Giappone (bandiera) | C     | Osamu Matsumoto     |
| -  | Giappone (bandiera) | C     | Masamitsu Kobayashi |
| -  | Giappone (bandiera) | C     | Hiroki Shinjo       |
| -  | Giappone (bandiera) | C     | Toshiki Koike       |
| -  | Giappone (bandiera) | C     | Satoru Asari        |
| -  | Giappone (bandiera) | C     | Hayato Okamoto      |
| -  | Giappone (bandiera) | C     | Takashi Okuhara     |
| -  | Giappone (bandiera) | C     | Tomohiro Hasumi     |
| -  | Camerun (bandiera)  | C     | Edwin Ifeanyi       |
| -  | Giappone (bandiera) | A     | Masaki Tsukano      |
| -  | Giappone (bandiera) | A     | Jun Wada            |
| -  | Brasile (bandiera)  | A     | Amaral              |

## Statistiche

### Statistiche di squadra
| Competizione          | Punti | Totale | Totale | Totale | Totale | Totale | DR  |
| Competizione          | Punti | G      | V      | P      | Gf     | Gs     | DR  |
| --------------------- | ----- | ------ | ------ | ------ | ------ | ------ | --- |
| Japan Football League | 68    | 36     | 27     | 7      | 70     | 30     | +40 |
| Coppa dell'Imperatore | -     | 6      | 5      | 1      | 20     | 7      | +13 |
| Totale                | -     | 42     | 32     | 8      | 90     | 37     | +53 |